# Giuseppe Cerrano

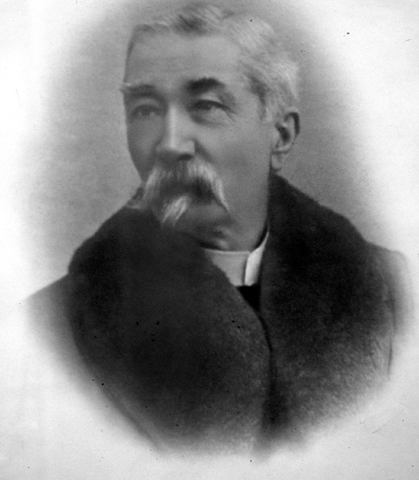
Giuseppe Cerrano (1841 - 1909)

Giuseppe Cerrano (Pontestura, 17 maggio 1841 – Casale Monferrato, 7 dicembre 1909) è stato un imprenditore italiano del settore del cemento, uno tra i primi in Italia, per cui venne insignito dell'onorificenza di Cavaliere del Lavoro .

## Biografia
Giuseppe Cerrano nacque a Pontestura nel Monferrato. Il padre Costantino era un fornaciaio appartenente ad una famiglia di produttori di calce a Pontestura e a Casale Monferrato. Giuseppe è riconosciuto come il primo fabbricatore italiano di Cemento Portland naturale in virtù della scoperta che la pietra dei colli casalesi poteva servire per la produzione del cemento    . 
Per tutta la vita si è prodigato per lo sviluppo e la diffusione dell'industria cementiera provvedendo all'introduzione e all'applicazione in Italia dei sistemi di lavorazione della marna da cemento, segnando la storia dell'introduzione dei  forni industriali: acquisì in esclusiva nazionale i brevetti del forno anulare Hoffmann (1867)  e del forno verticale continuo Dietzch (1887) , fece uso della corrente elettrica negli impianti produttivi e perfezionò il broyeur Morel-Cerrano, macchina di transizione fra la mola a pietra ed il mulino a palle  . 
Le ricerche, compiute nel circondario di Casale, di calcare idoneo alla produzione delle calci lo portarono successivamente allo studio dai cementi. In seguito ad un viaggio in Francia, avvenuto nel 1867 in occasione dell'Esposizione Universale di Parigi, notò che il cemento ivi prodotto derivava da una marna naturale simile a quella casalese . Gli approfondimenti, mancando fondamenti tecnici, si svolsero in maniera empirica. Costruì un piccolo forno nella sua abitazione di Borgo Ronzone (Via XX Settembre Casale Monferrato) dove condusse una serie di esperienze cuocendo i campioni di marna ricavati dai banchi affioranti sul Colle di Sant'Anna presso la Cascina Rota  .
In particolare sperimentò il comportamento dei calcari contenenti argilla in più alta quantità delle calci idrauliche, i quali cotti davano un prodotto non passibile di spegnimento . Viste le prime carenze di risultati, cercò continuamente soluzioni che lo portarono dapprima (1872) nel Canton Ticino al San Gottardo nei luoghi di costruzione dell’omonimo traforo  ed in seguito nella zona di Grenoble, in cui lavorò come semplice operaio in uno stabilimento della Societé des Ciments Vicat . Durante questa esperienza conobbe il procedimento di fabbricazione del Portland . 
Coadiuvato dai fratelli Sosso, nel 1873 prese iniziative volte alla costituzione della nuova “Società Anonima Fabbrica Calci e Cementi di Casale” , esistente già dal 1867 come unione di fatto fra i fornaciai locali . Oltre alle prove ufficiali, avvenute nel nuovo impianto Robatti di Piazza d’Armi (area occupata attualmente dal Paraboloide), continuò gli esperimenti avviati nel laboratorio del Ronzone. Dopo un’infinità di prove e riprove, la vittoria premiò la sua fede indomita. Trovato il principio base, pensò ad un programma di attuazione, per lo sfruttamento metodico e razionale del nuovo prodotto. In mancanza delle attrezzature necessarie, studiò, sempre con i fratelli Sosso, gli accorgimenti necessari per una fabbricazione in scala industriale, provvedendo a colmare le lacune delle strutture di cottura e macinazione dello stabilimento Robatti . Furono eretti pertanto due forni verticali per la produzione del cemento con annesso impianto di macinazione .

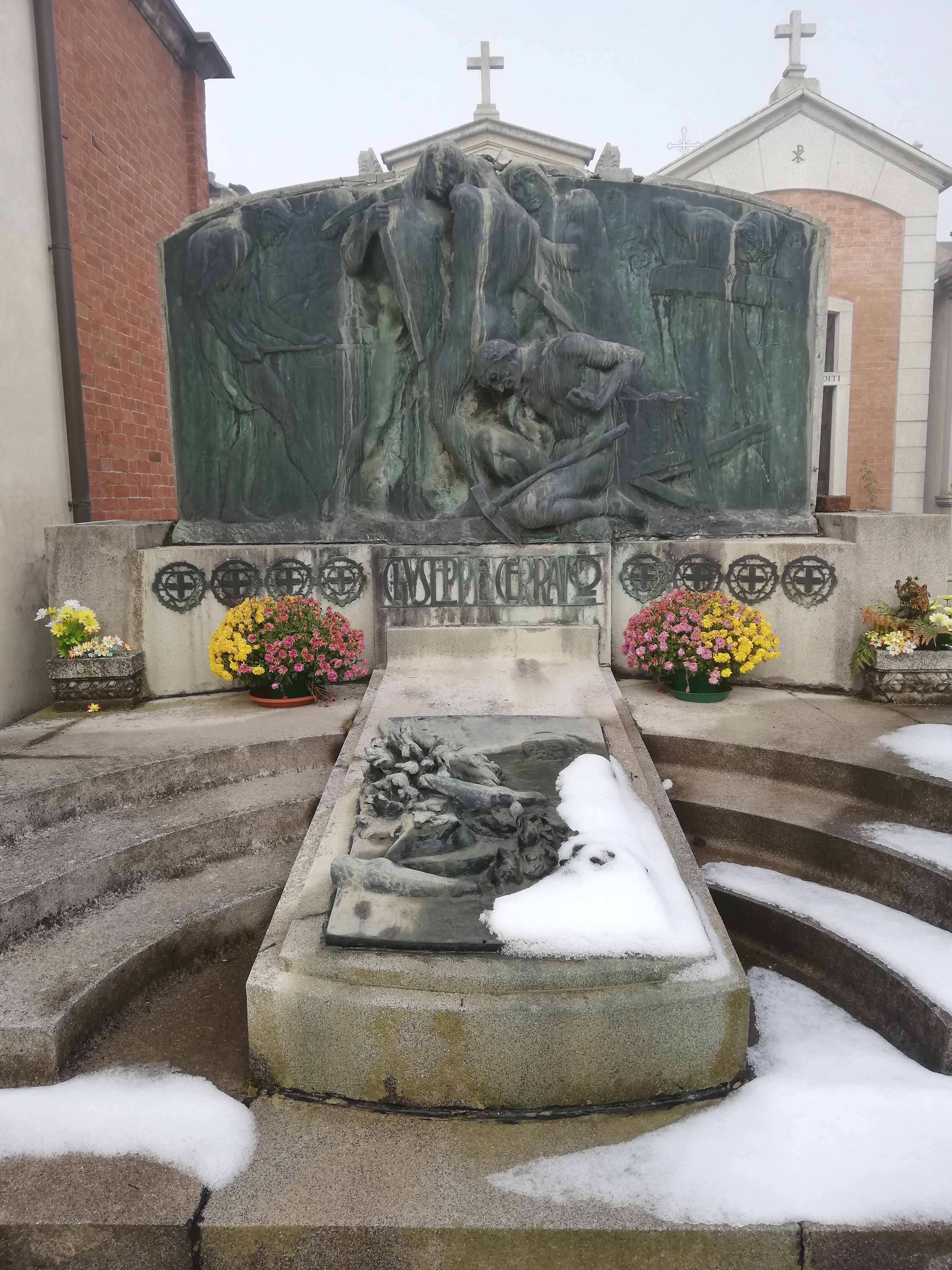
Tomba di Giuseppe Cerrano nel Cimitero di Casale Monferrato

Nel 1876 venne lanciato il nuovo prodotto di eccellente qualità, fra la diffidenza dei commercianti e dei costruttori, ma fu lo stesso Cerrano ad imporre sui mercati il cemento italiano in concorrenza con quello estero. Instancabile fu la sua attività commerciale, percorrendo assiduamente i mercati piemontesi e lombardi e lottando contro la diffidenza dei consumatori  .
Per tali motivi e per la ricchezza e la qualità delle marne da cemento monferrine la città di Casale Monferrato è stata la prima città italiana ad aver sviluppato la produzione industriale del cemento  .
Nel 1882 elaborò un nuovo piano industriale autonomo costituendo sempre a Casale, Borgo Ronzone, una nuova società per la fabbricazione del cemento a pronta e lenta presa sotto il titolo di  “Giuseppe Cerrano e C.”  .
Nel 1895 costituì con altri industriali, fra cui i fratelli Sosso, un nuovo consorzio denominato “Stabilimenti Riuniti Cementi di Casale Monferrato” di cui fu il direttore .
Nel 1898 fondò uno stabilimento a Santa Marinella presso Civitavecchia, sotto la ragione sociale “Società Anonima Fratelli Cerrano di Giuseppe”, che passò dopo la sua morte sotto la direzione dei figli Carlo, Arturo e Giovanni, successori della tradizione di famiglia  . 
Coprì per 25 anni le cariche di Consigliere Comunale di Casale Monferrato e di Consigliere della Camera di Commercio di Alessandria .
In riconoscimento dei suoi meriti l'8 Dicembre 1904 fu insignito dell'onorificenza di Cavaliere del Lavoro .
Morì a Casale Monferrato il 7 dicembre 1909 e venne sepolto nel cimitero cittadino.

## Onorificenze
1884 Medaglia d'Argento alla Esposizione Industriale Nazionale di Torino   
1887 Medaglia d'Oro del Ministero della Industria Agricoltura e Commercio  
1892 Gran Diploma d'Onore alla Esposizione Italo Americana  
1892 Medaglia d'Oro del Ministero della Industria Agricoltura e Commercio